# Pałac Branickich w Lubomlu
Pałac Branickich w Lubomlu – dawny pałac, zbudowany przez Franciszka Ksawerego Branickiego w drugiej połowie XVIII wieku. Zniszczony w 1870. 

## Historia
W końcu XVIII wieku dobra w Lubomlu nabyli Braniccy herbu Korczak i założyli tu swą rezydencję z pałacem i parkiem. W pałacu rezydował Władysław Grzegorz Branicki, wielki łowczy oraz generał i senator rosyjski, oraz jego syn Konstanty Branicki. Ogromny pałac uległ zniszczeniu, gdy w 1870 dobra przeszły na zaborczy rząd rosyjski. Pozostały tylko oficyny z XVIII w. w których Rosjanie urządzili urzędy. Mieścił się w nich  magistrat i kasyno. Zachowała się jedynie oficyna południowa, w której urządzono szkołę sportową. Obok pałacu pozostał dawny park, zamieniony na miejski ogród.

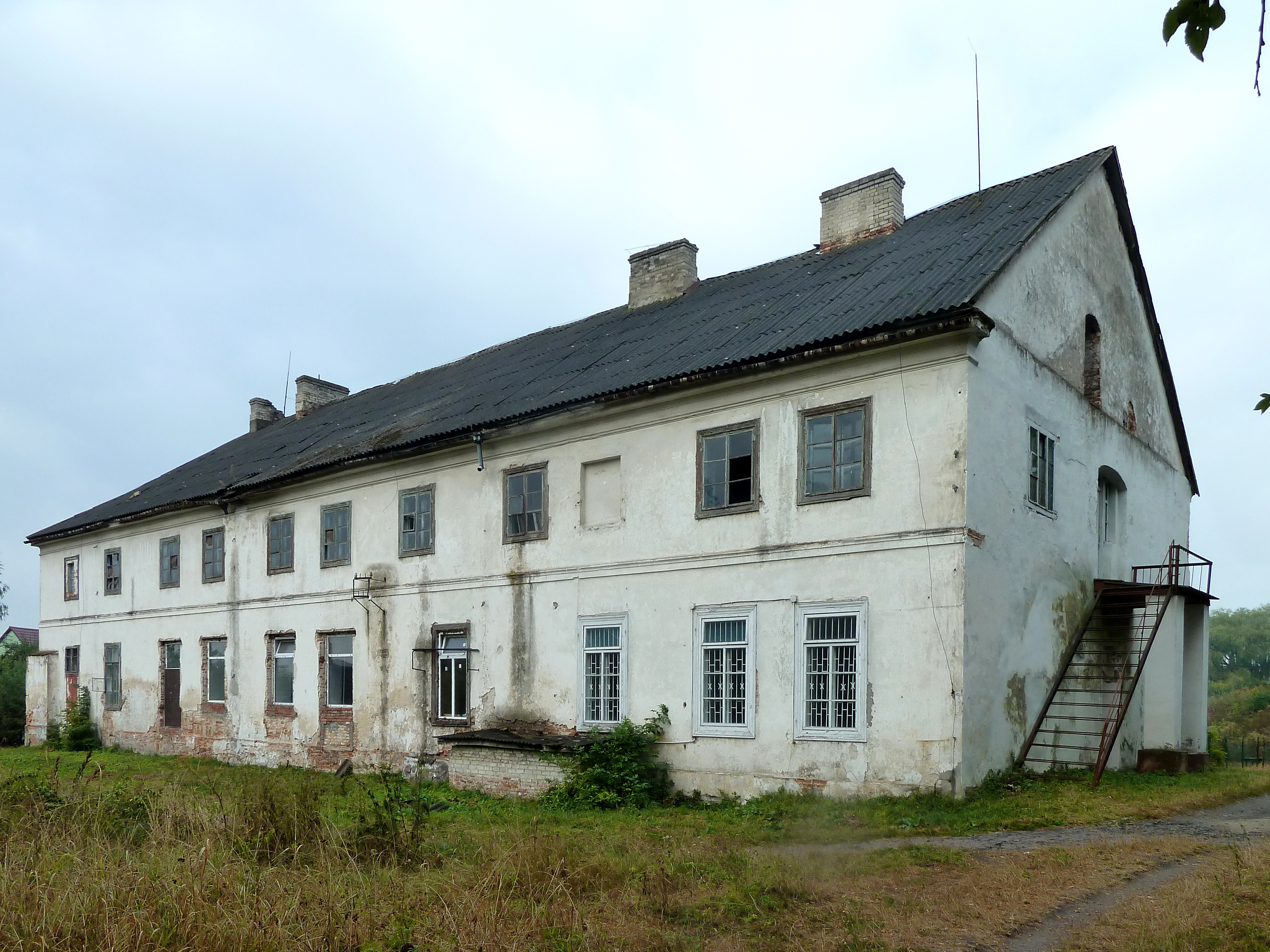
Zabudowania zespołu pałacowego
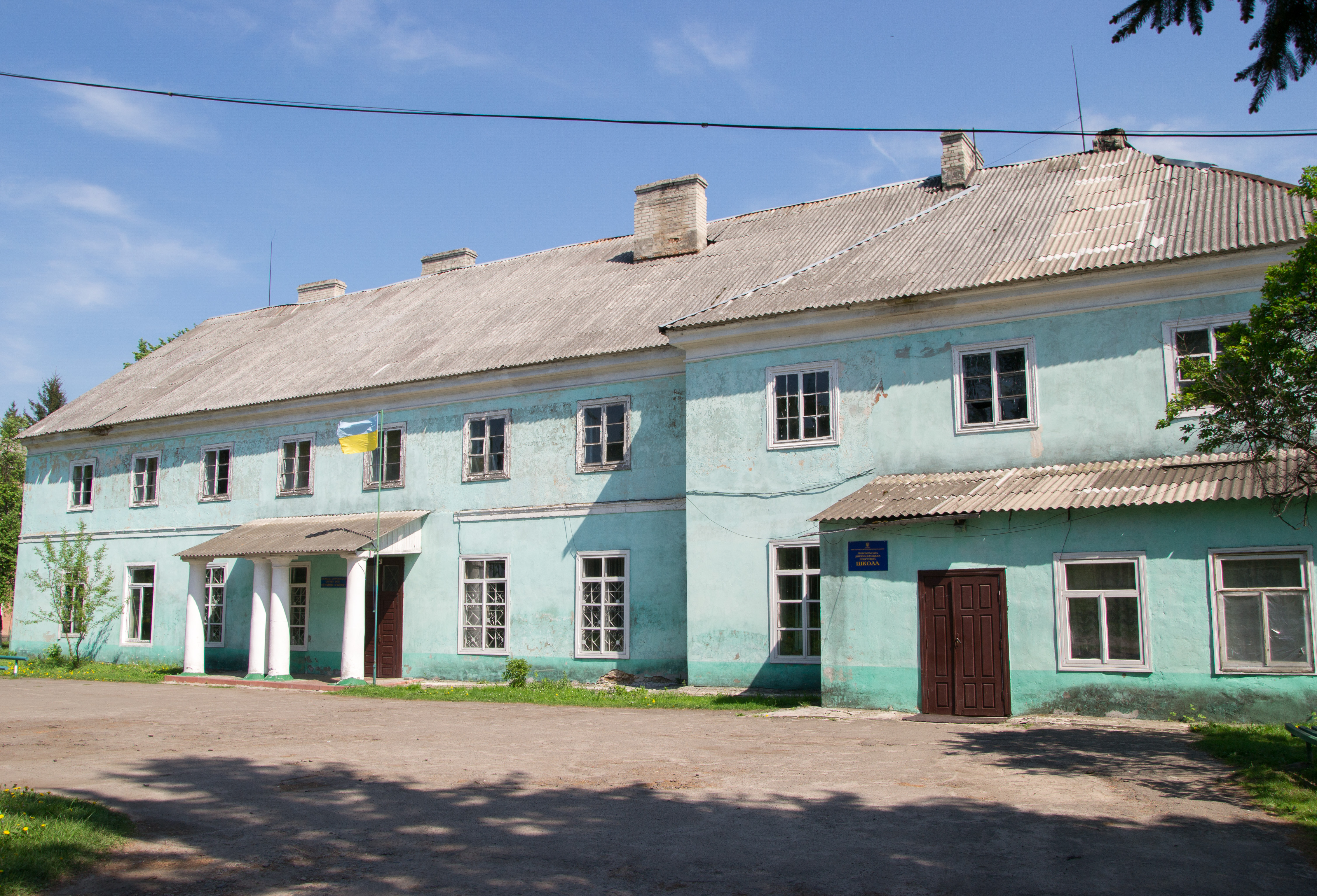
Zabudowania zespołu pałacowego